# The Charm the Fury
The Charm the Fury je nizozemská groove metalcorová hudební skupina založená v roce 2010 v Amsterdamu. Na hudební scéně debutovala v roce 2012 extended playem The Social Meltdown, na což navázala podepsáním smlouvy s vydavatelstvím Listenable Records a vydáním debutového alba A Shade of My Former Self (2013). To se na evropské hudební scéně setkalo s úspěchem a přineslo skupině popularitu. Došlo k podpisu smlouvy s vydavatelstvím Nuclear Blast, pod kterým The Charm the Fury vydali své druhé album The Sick, Dumb & Happy (2017). Hlavní zpěvačkou skupiny je Caroline Westendorp, která používá techniku zpěvu zvanou growling.

## Sestava
- Caroline Westendorp – zpěv (od 2010)
- Koen Stokman – sólová kytara (od 2017)
- Martijn Slegtenhorst – rytmická kytara (od 2016)
- Lucas Arnoldussen – basová kytara (od 2010)
- Mathijs Tieken – bicí (od 2010)

Bývalí členové
- Mathijs Parent – rytmická kytara (2010–2016)
- Rolf Perdok – sólová kytara (2011–2017)